# Уайт, Бетти
Бе́тти Мэ́рион Уа́йт (англ. Betty Marion White; 17 января 1922[…], Ок-Парк, Иллинойс — 31 декабря 2021, Брентвуд, Калифорния) — американская актриса, комедиантка и телеведущая, наиболее известная по своим ролям в телесериале «Золотые девочки», а также в «Шоу Мэри Тайлер Мур». С 2010 по 2015 год Уайт играла роль Элки Островски в ситкоме «Красотки в Кливленде», за которую получила две «премии Гильдии киноактёров США за лучшую женскую роль в комедийном сериале» и получила номинацию на «Эмми» в категории «Лучшая актриса второго плана в комедийном сериале» в 2011 году. Она также выпустила несколько книг за период своей карьеры, протяжённостью более чем восемьдесят лет.
За свою телевизионную карьеру актриса удостоилась шести премий «Эмми» и двадцать три раза была номинирована на награду. Она и Джин Смарт — единственные актрисы, победившие во всех трёх комедийных номинациях премии. Она также стала первой женщиной, получившей награду в категории «Лучший ведущий игрового шоу» в 1983 году, и держит рекорд по самому длительному периоду между номинациями — первая была в 1951 году, а последняя в 2015 году. В 2014 году, в возрасте 92 лет, она стала старейшим в истории номинантом на «Эмми». Её вклад в телевидение был отмечен звездой на голливудской «Аллее славы».
В мае 2010 года Бетти Уайт стала старейшим человеком, который стал ведущим знаменитого шоу «Субботним вечером в прямом эфире», за выступление в котором она также получила премию «Эмми».
Она была активным защитником животных, она один из звёздных основателей благотворительного фонда «Morris».
Бетти Уайт являлась почётным президентом организации Actors and Others for Animals, в которой принимала участие с 1971 года.
Среди её киноролей наиболее известные были в фильмах «Ливень» (1998), «История о нас» (1999), «Лэйк Плэсид: Озеро страха» (1999), «Предложение» (2009) и «Снова ты» (2010).

## Ранние годы
Бетти Мэрион Уайт родилась в Ок-Парк (штат Иллинойс) 17 января 1922 года. Она является дочерью Хораса Л. Уайта, коммивояжёра и инженера-электрика и Тесс Чаккинс. Её дед по материнской линии эмигрировал из Греции, а дед по отцовской линии из Дании. Их семья переехала в Лос-Анджелес во времена Великой депрессии. Бетти училась в школе Horace Mann School в Беверли Хиллз, Калифорния, и в Beverly Hills High School.

## Карьера

### 1939—1979
Бетти Уайт начала свою телевизионную карьеру через три месяца после окончания средней школы, в 1939 году, когда она и одноклассник пели песни из «Весёлой вдовы» в одном из сериалов того времени. Бетти в то время нашла работу модели, а также начала свою карьеру в Малом театре. Но когда началась Вторая мировая война актриса присоединилась к американским женщинам-добровольцам. После окончания войны она активно работала на радио и в различных телешоу. Вскоре она стала вести собственное шоу «Betty White Show».

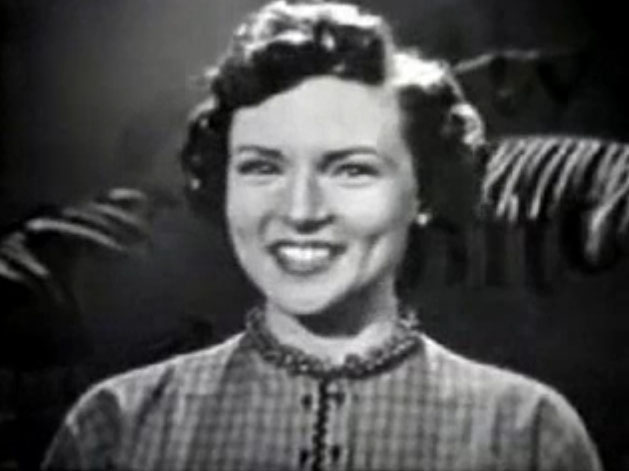
Уайт в 1954 году

В 1952 году она начала активно работать в Голливуде. Бетти участвовала в разработке нескольких комедийных шоу, которые стали успешными. С 1953 по 1955 она играла главную роль в ситкоме «Жизнь с Элизабет». Это шоу сделало Уайт очень популярной и востребованной и привело её к первой номинации на «Эмми». Шоу выходило в пятидесятых и Уайт стала фактически первой женщиной-комедиантом которая снималась в главной роли в ситкоме.
В 1954 году она стала звездой ток-шоу канала NBC «The Betty White Show» и собственной комедии «Дата с Ангелами», выходящей с 1957 по 1958 год. После она сыграла главную роль на большом экране в фильме «Совет и согласие» в 1962 году.
На протяжении 1950-х и 1960-х годов она активно появлялась в различных популярных шоу и фильмах. В 1983 году она стала первой женщиной, выигравшей «Дневную премию Эмми» в категории «Лучший ведущий шоу». Она была ведущей нескольких игровых шоу, в том числе шоу «Пароль» с 1961 по 1975 год. Она вышла замуж за своего коллегу Аллена Ладдена, в 1963 году.
В 1973 году Уайт присоединилась к комедии «Шоу Мэри Тайлер Мур». В результате её участия она получила свою наиболее важную роль в своей карьере. Она в очередной раз выиграла «Эмми» за свою роль в 1977 году.

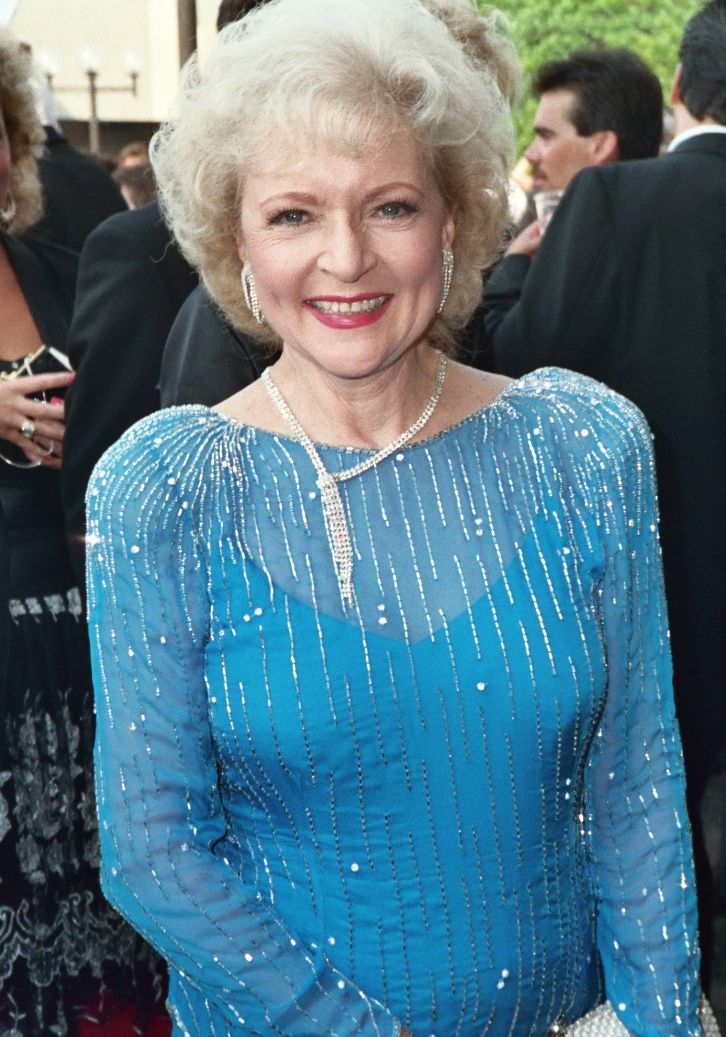
На церемонии «Эмми» (1988)

В 1973 году она исполнила одну из своих самых известных ролей на «Шоу Мэри Тайлер Мур», Сью-Энн Нивенс, и снова удостоилась двух премий «Эмми». После окончания шоу, что в 1977 году она получила главную роль в «The Betty White Show» для канала «CBS».

### 1980—2000
С 1983 по 1985 год она снималась в комедии «Мама семьи» вместе с будущей коллегой по шоу «Золотые девочки» Ру МакКлэнахан. Также она участвовала в «Шоу Кэрол Бёрнетт».
В 1985 году она начала сниматься в шоу «Золотые девочки», в шоу о жизни четырёх овдовевших или разведённых женщин в почтенном возрасте. Она в очередной раз выиграла «Эмми» и получила ещё несколько номинаций на различные премии. После завершения сериала она снималась в его спин-оффе «The Golden Palace» который был отменен после одного сезона.
После она снималась во множестве кино и теле проектов. Она появилась в эпизодах шоу «Практика», «Малкольм в центре внимания», «Элли Макбил», « Моя жена и дети», «Эвервуд», Джоуи и других. Она получила несколько номинаций на «Эмми» за роли в сериалах «Непредсказуемая Сьюзан», «Практика» и других. Она выиграла «Эмми» в 1996 году за роль в пародийном «The John Larroquette Show».
Актриса озвучивала множество анимационных проектов, таких как «Симпсоны», «Дикая семейка Торнберри», «Гриффины» и множество других.

### 2000—2021

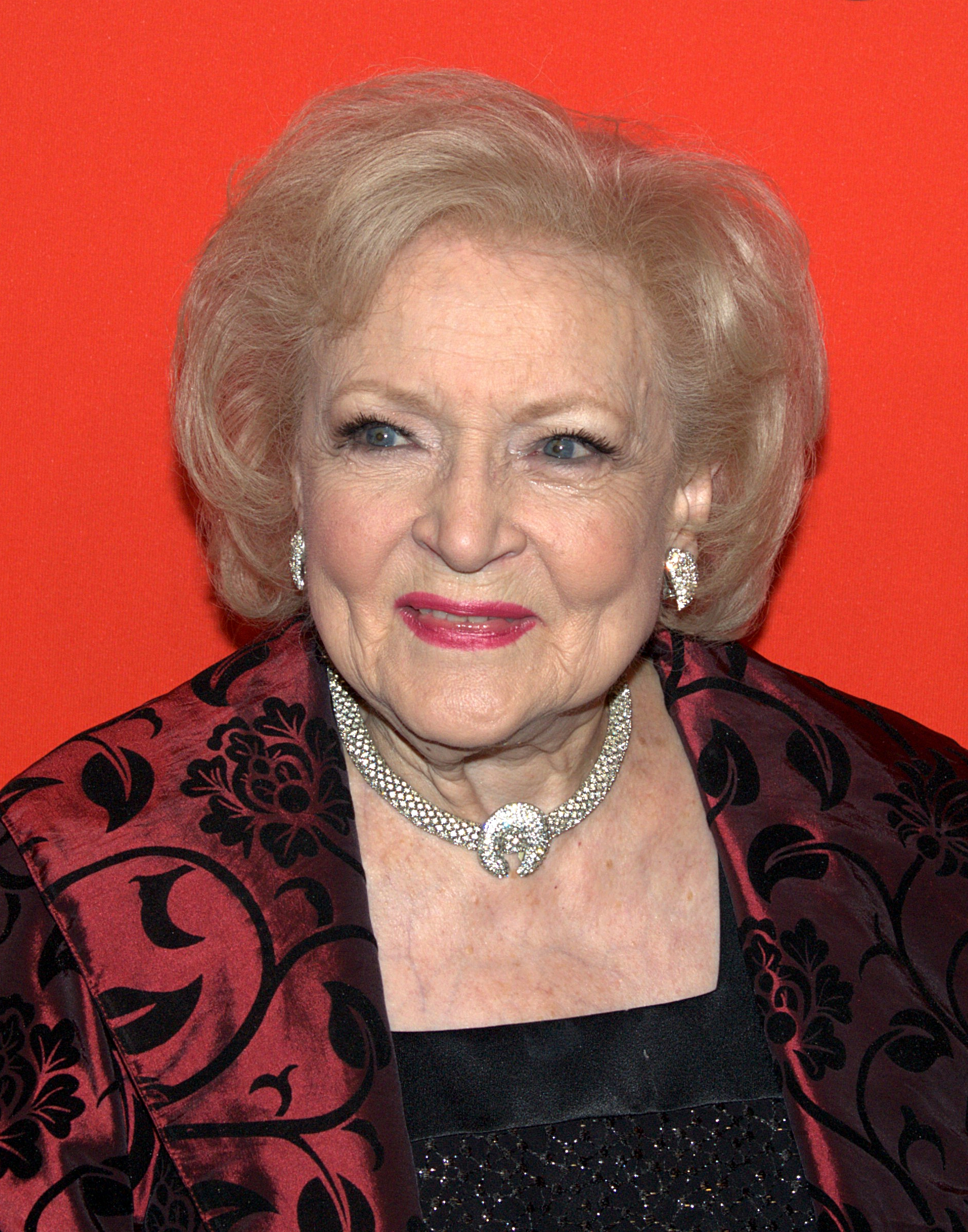
На церемонии «Time 100» в 2009 году

В декабре 2006 года она была приглашенной звездой в сериале «Дерзкие и красивые» в роли Энн Дуглас, матриарха семейства. Она периодически возвращалась в этой роли в течение трех лет. В 2009 году она покинула шоу и её героиня умирает от осложнения болезни.
В 2007 году она снимается в пародии на сериал «Дурнушка», под названием «Ugly Betty White». Она также снялась в самом сериале в роли Бетти Уайт, своего экранного персонажа.
С 2005 по 2008 году она играла постоянную роль в сериале «Юристы Бостона», роль Кэтрин Пайпер. В 2006 году она также появилась в качестве гостя на шоу канала «Comedy Central» «Comedy Central Roast». В тот же год она появилась на шоу Опры Уинфри где воссоединились актёры «Шоу Мэри Тайлер Мур».
Бетти была приглашенной звездой на таких популярных сериалах как «30 потрясений», «Меня зовут Эрл», «Сообщество» и ряде других.
В 2009 году она снялась в фильме «Предложение» вместе с Сандрой Буллок. За эту роль она получила две номинации на премию «MTV Movie Awards».
В 2010 году она стала самым старым хозяином выпуска шоу «Субботним вечером в прямом эфире», вышедшим 8 мая. За эту роль она в очередной раз получила «Эмми». С июня она снимается в одной из главных ролей в комедии «Красотки в Кливленде». Шоу было хорошо принято критиками, Уайт получила номинацию на «Премию Гильдии киноактёров США» как лучшая актриса в комедии, а сам сериал и актрисы были номинированы в категории «Лучший актерский ансамбль в комедии».
Она появилась в таких известных фильмах как «Дом вверх дном» (2004), «Предложение» (2009) и «Снова ты» (2010).
В июле 2010 она выпустила собственную коллекцию одежды с собственной символикой и снялась для календаря на 2011 год вместе со своими любимыми животными. Все средства от продажи пошли в различные благотворительные организации помощи животным.
Она снялась вместе с Дженнифер Лав Хьюитт в фильме «Потерянный Валентин», который вышел в конце января 2011 года.
Уайт приняла участие в озвучивании мультфильма «Лоракс» с Дэнни Де Вито и Заком Эфроном и «Невероятные приключения Шарпей».

## Смерть
Бетти Уайт умерла 31 декабря 2021 года за семнадцать дней до столетнего юбилея в своём доме, располагавшемся в районе Брентвуд города Лос-Анджелес. Причиной смерти стали последствия инсульта, перенесённого ею 25 декабря. Уайт была кремирована.

## Влияние в поп-культуре
Бетти Уайт вела активную творческую деятельность на протяжении более чем 60-ти лет. Она считается одной из самых популярных американских комедийных актрис. В начале своей карьеры у неё был этакий образ «Девушки по соседству.». Известный журнал «TV Guide» например наделил её титулом «Милое сердце Америки». Считается, что у Бетти Уайт рекорд среди всех личностей телевидения по количеству выступлений в истории. Она была ведущей различных шоу, появлялась в собственных телесериалах, снималась в кино и появлялась в качестве приглашенной звезды на протяжении всей карьеры.
После смерти Эстель Гетти, Беатрис Артур и Ру МакКлэнахан Уайт на протяжении 11 лет была единственной живой актрисой легендарной комедии «Золотые девочки». Этот факт приковывал большое внимание в средствах массовой информации, 90-летнюю актрису называли «Идеальной бабушкой кино и телевидения»

## Личная жизнь
В 1945 году Уайт вышла замуж за летчика Дика Баркера. Брак был недолгим. В 1947 году она вышла замуж за Голливудского агента Лейна Аллена. Этот брак распался через два года.
14 июня 1963 года Бетти вышла замуж за телеведущего Аллена Ладдена, с которым она познакомилась во время участия в его шоу. Ладден умер от рака желудка 9 июня 1981 года, в Лос-Анджелесе. У них не было детей в браке, после его смерти Уайт больше не вступала в брак.

## Фильмография
| Год       |    | Русское название              | Оригинальное название            | Роль                     |
| --------- | -- | ----------------------------- | -------------------------------- | ------------------------ |
| 1945      | ф  | Время убивать                 | Time to Kill                     | девушка Лу               |
| 1953—1955 | с  | Жизнь с Элизабет              | Life with Elizabeth              | Элизабет                 |
| 1962      | ф  | Совет и согласие              | Advise & Consent                 | сенатор Бесси Адамс      |
| 1975      | с  | Шоу Кэрол Бернетт             | The Carol Burnett Show           | различные персонажи      |
| 1975      | ф  | Странная парочка              | Odd Couple                       | камео                    |
| 1979      | ф  | Лучшее место для тебя         | The Best Place to Be             | Салли Кантрелл           |
| 1980      | ф  | Лодка любви                   | TheLove Boat                     | Бетси                    |
| 1985      | ф  | Кто здесь Босс?               | Who’s the Boss?                  | Бобби Бернс              |
| 1985      | с  | Золотые девочки               | The Golden Girls                 | Роуз Ниланд              |
| 1985      | с  | Санта-Барбара                 | Santa Barbara                    | горничная                |
| 1987      | с  | Дерзкие и красивые            | Bold and the Beautiful           | Энн Даглас               |
| 1991      | ф  | Раз в жизни                   | Chance of a Lifetime             | Эвелин Эглин             |
| 1996      | ф  | Уикенд на природе             | A Weekend in the Country         | Марта                    |
| 1997      | ф  | Практика                      | Practice                         | Кэтрин Пайпер            |
| 1997      | ф  | Ливень                        | Hard Rain                        | Дорин Сирз               |
| 1998      | ф  | Деннис-мучитель 2             | Dennis the Menace Strikes Again! | Марта Уилсон             |
| 1999      | ф  | Дикая семейка Торнберри       | The Wild Thornberrys             | бабушка Софи             |
| 1999      | ф  | Доктора Лос-Анджелеса         | L.A. Doctors                     | миссис Брукс             |
| 1999      | ф  | Провиденс                     | Providence                       | Джулианна                |
| 1999      | ф  | Лэйк Плэсид: Озеро страха     | Lake Placid                      | миссис Делорес Байкермен |
| 1999      | ф  | История о нас                 | The Story of Us                  | Лиллиан Джордан          |
| 2003      | ф  | Дом вверх дном                | Bringing Down the House          | миссис Клайн             |
| 2003      | ф  | Любовь вдовца                 | Everwood                         | Кэрол Робертс            |
| 2003      | ф  | Украденное Рождество          | Stealing Christmas               | Эмили Сатон              |
| 2004      | с  | Малкольм в центре внимания    | Malcolm in the Middle            | Сильвия                  |
| 2004      | ф  | Отец невесты                  | Father of the Bride              | бабушка Уилсон           |
| 2005      | с  | Юристы Бостона                | Boston Legal                     | Кэтрин Пайпер            |
| 2005      | ф  | Настоящее волшебство          | Third Wish                       | Летти                    |
| 2007      | с  | Дурнушка                      | Ugly Betty                       | камео                    |
| 2007      | ф  | Твоя мамочка убивает животных | Your Mommy Kills Animals         | камео                    |
| 2008      | ф  | Рыбка Поньо на утёсе          | Ponyo on the Cliff by the Sea    | озвучка                  |
| 2009      | с  | 30 потрясений                 | 30 Rock                          | камео                    |
| 2009      | с  | Меня зовут Эрл                | My Name Is Earl                  | миссис Уизмер            |
| 2009      | ф  | Любовь и танцы                | Love N’ Dancing                  | Ирен                     |
| 2009      | ф  | Предложение                   | The Proposal                     | бабушка Энни             |
| 2009      | ф  | Бывает и хуже                 | Middle                           | миссис Незеркотт         |
| 2010      | с  | Сообщество                    | Community                        | Джун Боу                 |
| 2010      | ф  | Снова ты                      | You Again                        | бабушка Банни            |
| 2010—2015 | с  | Красотки в Кливленде          | Hot in Cleveland                 | Элка Островски           |
| 2011      | ф  | Потерянный Валентин           | The Lost Valentine               | Кэролайн Томас           |
| 2012      | ф  | Лоракс                        | The Lorax                        | бабушка Норма            |
| 2015      | с  | Кости                         | Bones                            | Бэт Майер                |
| 2016      | мс | Губка Боб Квадратные Штаны    | SpongeBob SquarePants            | Беатрис                  |

## Награды и номинации

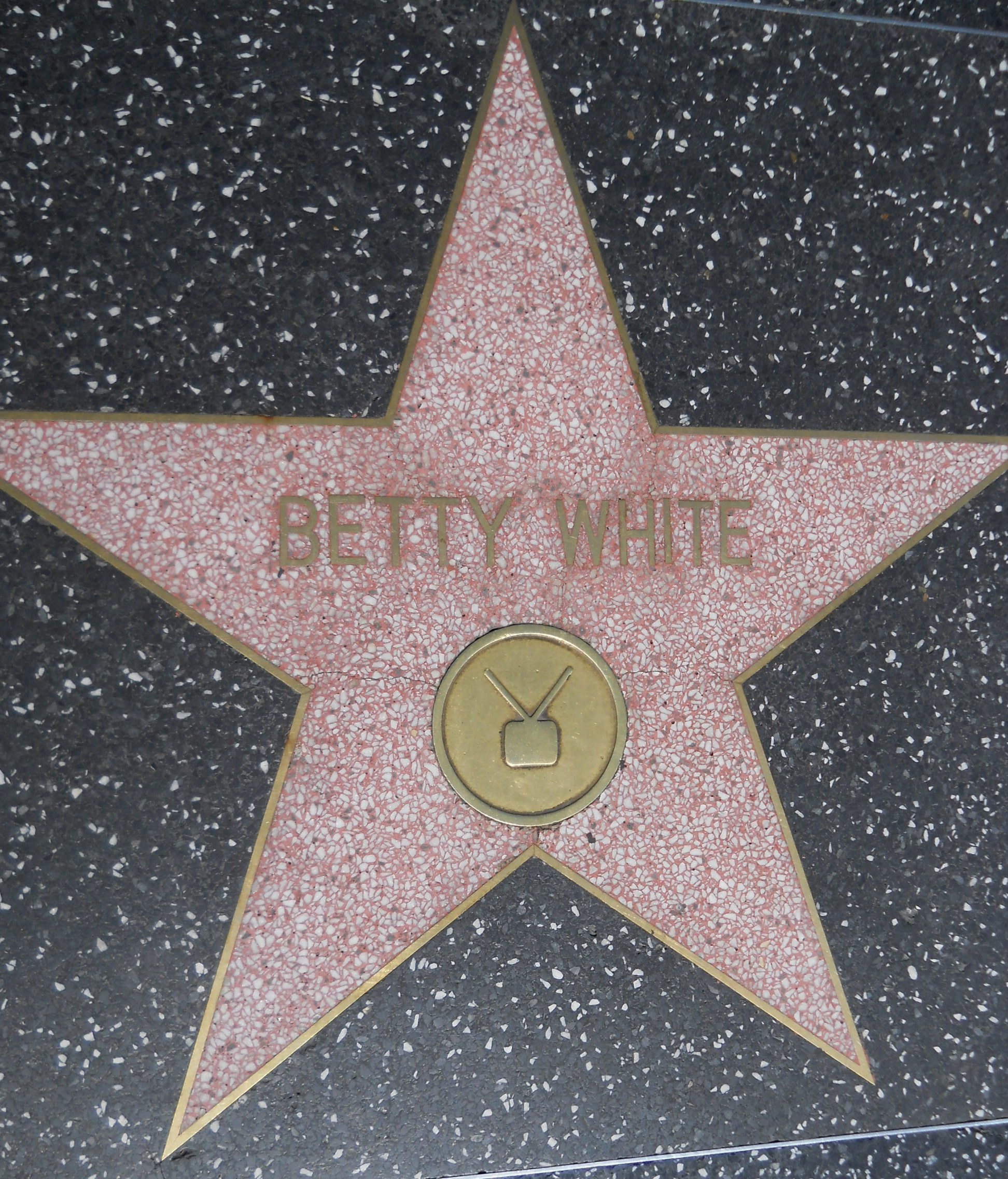
Звезда Бетти Уайт на голливудской «Аллее славы» at 6747 Hollywood Blvd.

### Эмми

#### Лауреат
- 1975 — «Лучшая актриса второго плана в комедийном сериале» («Шоу Мэри Тайлер Мур»)
- 1976 — «Лучшая актриса второго плана в комедийном сериале» («Шоу Мэри Тайлер Мур»)
- 1983 — «Лучший ведущий шоу» («Точно мужчина!»)
- 1986 — «Лучшая актриса в комедийном сериале» («Золотые девочки»)
- 1996 — «Лучшая приглашённая актриса в комедийном сериале» («Шоу Джона Ларакетта»)
- 2010 — «Лучшая приглашённая актриса в комедийном сериале» («Субботним вечером в прямом эфире»)

#### Номинант
- 1951 — «Лучшая актриса»
- 1977 — «Лучшая актриса второго плана в комедийном сериале» («Шоу Мэри Тайлер Мур»)
- 1984 — «Лучший ведущий шоу» («Точно мужчина!»)
- 1987 — «Лучшая актриса в комедийном сериале» («Золотые девочки»)
- 1988 — «Лучшая актриса в комедийном сериале» («Золотые девочки»)
- 1989 — «Лучшая актриса в комедийном сериале» («Золотые девочки»)
- 1990 — «Лучшая актриса в комедийном сериале» («Золотые девочки»)
- 1991 — «Лучшая актриса в комедийном сериале» («Золотые девочки»)
- 1992 — «Лучшая актриса в комедийном сериале» («Золотые девочки»)
- 1997 — «Лучшая приглашённая актриса в комедийном сериале» («Непредсказуемая Сьюзан»)
- 2003 — «Лучшая приглашённая актриса в комедийном сериале» («Да, дорогая!»)
- 2004 — «Лучшая приглашённая актриса в драматическом сериале» («Практика»)
- 2009 — «Лучшая приглашённая актриса в комедийном сериале» («Меня зовут Эрл»)
- 2011 — «Лучшая актриса второго плана в комедийном сериале» («Красотки в Кливленде»)
- 2012 — «Лучший ведущий реалити-шоу» («Betty White’s Off Their Rockers»)
- 2013 — «Лучший ведущий реалити-шоу» («Betty White’s Off Their Rockers»)
- 2014 — «Лучший ведущий реалити-шоу» («Betty White’s Off Their Rockers»)

### Почётные звания и другие награды за вклад в искусство
- 2009 — «Легенды Диснея»
- 2010 — «Премия Гильдии киноактёров США за вклад в кинематограф»

Другие награды и номинации
- Четыре номинации на премию «Золотой глобус» в категории «Лучшая актриса в комедийном сериале» («Золотые девочки») (1986—1989)
- Номинация на премию «MTV Movie Awards» в категории «Лучшая сцена в фильме» («Предложение») (2010)
- Лауреат премии «Гильдии киноактёров США» за выдающийся вклад (2010)
- Три премии «TV Land Awards» (2003,2004,2008)
- Три премии и номинация на «American Comedy Awards» (1987,1990,2000)
- Премия «Британия» 2010 года за индивидуальное исполнительское мастерство в жанре комедии.
- Две премии «Гильдии киноактёров США» в категории лучшая женская роль в комедийном сериале за роль в ситкоме «Красотки в Кливленде» в 2011 и 2012 годах.
- Две премии «Выбор народа» (2011).
- Победитель в номинаций «TV icon» — Икона Телевидения в американской премий «Вы́бор наро́да»(англ. People’s Choice Awards) (2015)